# Lojze Grozde
Lojze Grozde (Zgornje Vodale, 27 mai 1923 - Mirna, 1er janvier 1943) est un poète slovène martyr reconnu bienheureux par l'Église catholique.

## Biographie

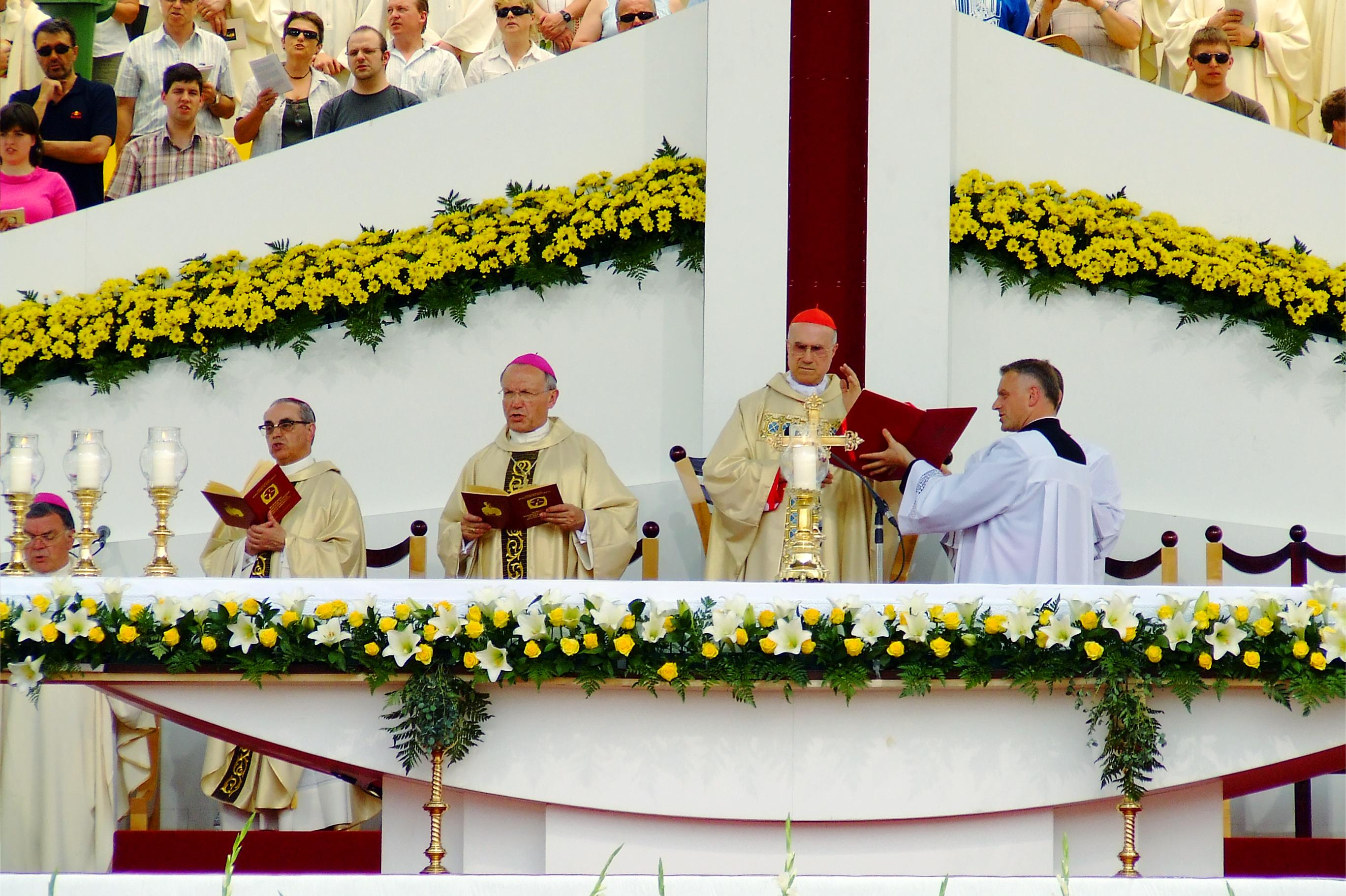
Béatification à Celje, en Slovénie, en 2010

Lojze est né le 27 mai 1923 à Zgornje Vodale, dans le département de Ljubljana, en Slovénie. Il grandit dans un milieu agricole et est élevé dans la foi catholique. Il devient membre de la Congrégation mariale puis de l'Action catholique.
Pendant les vacances de Noël 1942, il s'arrête à l'Abbaye de Stična puis repart en direction de Mirna. Il est arrêté en route par les partisans anticatholiques de Tito qui le soupçonnent d'être un courrier pour des militants anticommunistes. Il est torturé et est mort martyr le 1er janvier 1943 à Mirna.